# Jinghai, Guangdong
Jinghai är en köping i sydöstra Kina. Den ligger i Huilai härad i staden Jieyang i provinsen Guangdong, omkring 330 kilometer öster om provinshuvudstaden Guangzhou. Antalet invånare är 70 991. Befolkningen består av 36 032 kvinnor och 34 959 män. Barn under 15 år utgör 24,0 %, vuxna 15-64 år 67 %, och äldre över 65 år 7,0 %.